# Wally Herger
Walter William "Wally" Herger, Jr. (nascido em 20 de maio de 1945) é um político da Califórnia. É o representante do 2º Distrito Congressional da Califórnia desde 1987, o maior distrito congressional por área, na Califórnia. Ela cobre quase todo o interior norte da Califórnia com as principais cidades do distrito, sendo Chico, Redding e Red Bluff. Herger é membro do Partido Republicano.
Em 10 de janeiro de 2012, Herger anunciou que não iria concorrer à reeleição para a Câmara em novembro.